# Schneckenhaus-Goldwespe
Die Schneckenhaus-Goldwespe (Chrysis trimaculata) ist eine Art aus der Familie der Goldwespen (Chrysididae).

## Merkmale
Die Goldwespen werden acht bis zehn Millimeter lang. Ihr Kopf und Thorax ist grün, gelegentlich blau, der Hinterleib rotgolden gefärbt. Alle Farben glänzen metallisch. Das Tergit des letzten Hinterleibssegmentes ist nicht gezähnt und hat keine Ausbuchtungen, dadurch unterscheidet sich diese Art von den anderen, ansonsten sehr ähnlichen Chrysis-Arten.

## Vorkommen
Die Tiere kommen in Mitteleuropa vor allem im Bergland vor, wo man sie an sonnigen, schwach bewachsenen Stellen, wie etwa auf Trockenrasen, findet. Sie sind häufig und fliegen von März bis Juni.

## Lebensweise
Schneckenhaus-Goldwespen leben parasitisch von den Mauerbienenarten, die ihre Nester in leeren Schneckenhäusern anlegen. Meistens leben sie bei der Art Osmia aurulenta. Die Biene baut zuerst einen Teil der Abschlusswand, bevor sie die Nahrungsvorräte in das Haus einträgt. Die Goldwespe legt ihr Ei hinter die Wand, wo es von der Biene nicht gesehen wird und anschließend mit eingemauert wird. Die Goldwespenlarve klammert sich nach dem Schlüpfen an der Bienenlarve fest und saugt an dieser. Dies geschieht zunächst aber mit größeren Pausen, wodurch die Bienenlarve kräftig genug bleibt, um sich voll zu entwickeln. Erst nachdem diese ihre Vorräte aufgefressen hat und sich gemeinsam mit der Wespenlarve zur Verpuppung eingesponnen hat, frisst sie sie ganz auf. Die Wespenlarve verpuppt sich dann im Inneren des Bienenkokons. Die Imago der Schneckenhaus-Goldwespe schlüpft noch im Herbst und überwintert sodann im Schneckenhaus verbleibend, welches erst im Frühling des darauffolgenden Jahres verlassen wird.